# General Certificate of Secondary Education
Das General Certificate of Secondary Education (GCSE) und das International General Certificate of Secondary Education (IGCSE) entsprechen in England, Wales und Nordirland etwa dem deutschen mittleren Schulabschluss. Diese Prüfungen werden auch abgelegt, wenn die Schüler weiterhin zur Schule gehen, um die Hochschulzugangsberechtigung zu erlangen. Das GCSE gilt im britischen Schulsystem als die wichtigste Abschlussprüfung für die Sekundarstufe I.

## Geschichte
Die Einführung des GCSE im Jahr 1988 ersetzte in Großbritannien die vorher verwendeten Abschlussprüfungen zum sogenannten O-Level. Dessen Bewertungssystem wiederum war über die Jahrzehnte seiner Anwendung vielfach angepasst worden. In einer Reihe anderer Länder, hauptsächlich im Commonwealth, heißt der mittlere Reifeabschluss weiterhin O-Level.
Seit 2015 haben die GCSE einen Reformprozess durchlaufen, um die Lehrpläne zu vereinheitlichen und eine stärkere Differenzierung zwischen den Schülern zu ermöglichen. So wurde beispielsweise die Möglichkeit eingeführt, neben den regulären Prüfungen („higher tier“) auch vereinfachte Prüfungen für leistungsschwächere Schüler („foundation tier“) abzulegen, bei denen jedoch maximal die Note 5 erreicht werden kann.

## Ablauf
Schüler absolvieren in der Regel in acht bis elf Fächern GCSE-Prüfungen. Verpflichtend sind dabei englische Literatur oder Sprache, Mathematik und mindestens 2 Naturwissenschaften. Außerdem können die Schüler zusätzliche Fächer aus vier Fachbereichen wählen:
- Gesellschaftswissenschaften (z. B. Geschichte, Geographie, Wirtschaftslehre)
- Fremdsprachen (z. B. Französisch, Spanisch, Deutsch)
- Kunst und Musik
- Technologie und Gestaltung  (z. B. Ernährungswissenschaften, Werken)

Diese Prüfungen werden immer zwischen Mai und Juni am Ende der zweijährigen Kurse abgelegt. Der größte Teil der GSCE-Prüfungen werden nicht vom Staat, sondern von konkurrierenden, vom Staat genehmigten Examination Boards organisiert werden. Diese werden durch die Aufsichtsbehörde Office of Qualifications and Examinations Regulation (Ofqual) reguliert und überwacht.
Neben den Abschlussexamen gibt es in einigen Fächern wie Kunst, Design and Technology (Werken) oder Drama (darstellendes Spiel) einen praktischen Anteil, der ebenfalls in die Endnote zählt. Je nach Examination Board ist es auch möglich, bestimmte Prüfungen durch eine Kursarbeit zu ersetzen, z. B. in den Naturwissenschaften durch die Durchführung und Dokumentation von praktischen Arbeiten.

## Notenvergabe
Die Notenskala wurde 2017 reformiert. Bisher reichte das Notenspektrum von A* für die beste Note bis U, wobei man mit der Note C noch bestanden hat. Seit 2017 werden die Noten auf einer numerischen Skala vergeben, wobei 9 die beste Note ist und man unter der Note 4 gerade noch besteht („standard pass“). Pro Fach bestehen rund 70 % der Prüfungsteilnehmer, erreichen also mindestens eine 4 bzw. ein C.
In den einzelnen Fächern erhalten im Durchschnitt etwa 5 % der Teilnehmer die Höchstnote 9, weitere 7,1 % der Teilnehmer erhalten eine 8.
Der Anteil der Schüler mit perfekten Zeugnissen, also mit der 9 in allen Prüfungsfächern, ist extrem gering. Unter knapp 643.000 Schülern in England erreichten 2023 nur 1160 Schüler „all 9s“, also weniger als 0,002 %.
| Nummern | Buchstaben |
| ------- | ---------- |
| 9       | A*         |
| 8       | A          |
| 7       | A          |
| 6       | B          |
| 5       | C*         |
| 4       | C          |
| 3       | D          |
| 3       | E          |
| 2       |            |
| F       |            |
| 1       |            |
| G       |            |
| U       | U          |

## Voraussetzungen für den Hochschulzugang
Nach GCSE-Prüfungen, die in der Regel im Alter von etwa 16 Jahren absolviert werden, können im Alter von etwa 17 Jahren die Prüfungen des AS-Level und im Alter von 18 Jahren dann die A-Level-Prüfungen absolviert werden. AS- und A-Level bilden gemeinsam den hochschulqualifizierenden Abschluss GCE, das General Certificate of Education (entspricht der deutschen Fachhochschulreife). Im Zulassungsverfahren der englischen Universitäten spielen sowohl die voraussichtlichen Ergebnisse in den A-Level-Prüfungen als auch die bereits abgelegten GCSE-Prüfungen als Indikator für die allgemeinen schulischen Leistungen eine wichtige Rolle.
Unter bestimmten Voraussetzungen (Fächerwahl und Noten) berechtigen die A-Levels in Verbindung mit den (I)GCSEs zum Hochschulzugang in Deutschland und der Schweiz.

## GCSE Examination Boards
- AQA
- Edexcel
- OCR
- Cambridge Assessment International Education